# Nikolai Alexandrowitsch Morosow (Revolutionär)

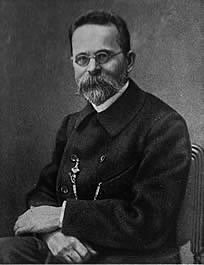
Nikolai Morosov (1910)

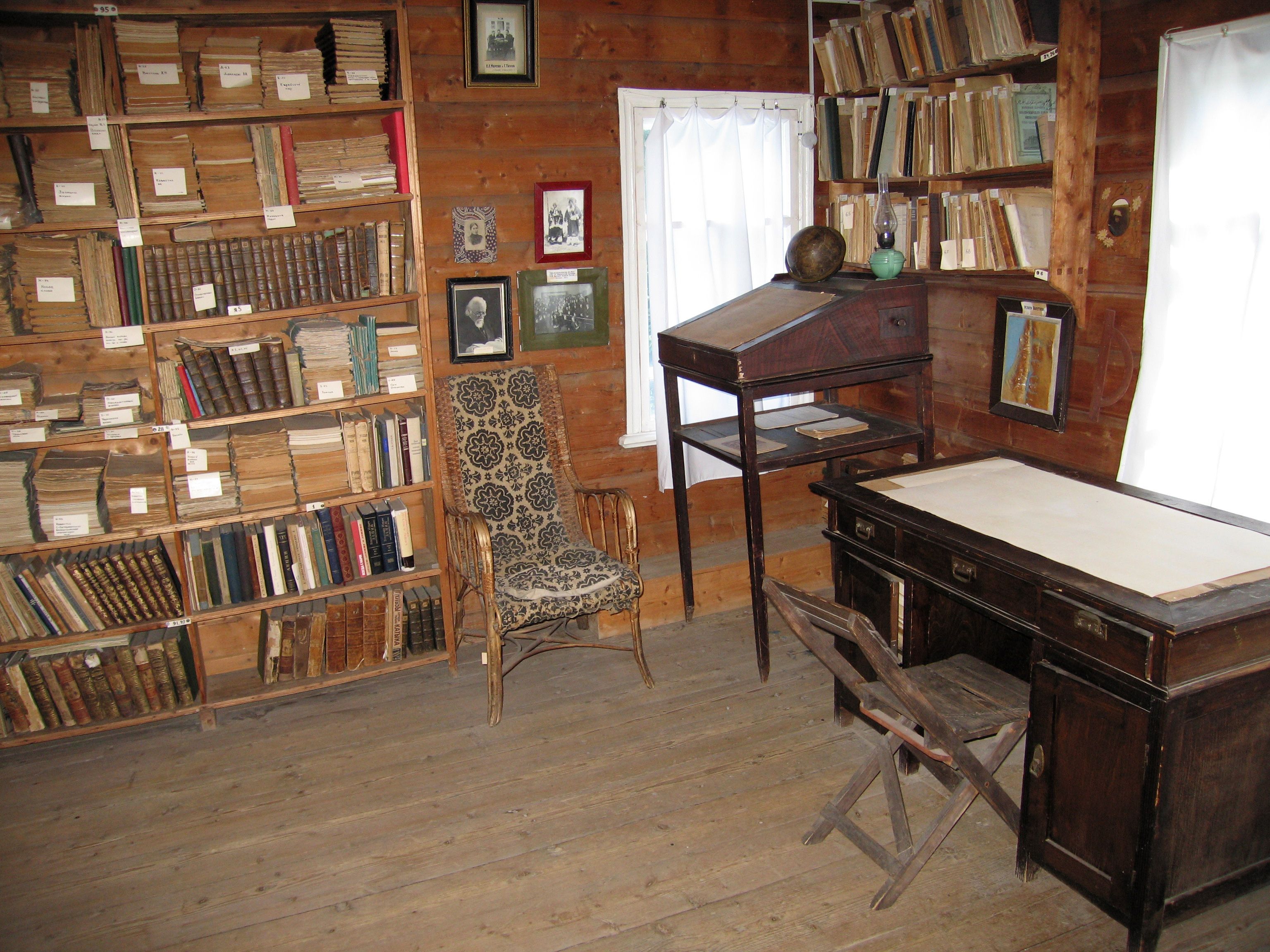
Blick in das frühere Arbeitszimmer in Borok

Nikolai Alexandrowitsch Morosow (russisch Николай Александрович Морозов, wiss. Transliteration Nikolaj Aleksandrovič Morozov; * 25. Junijul. / 7. Juli 1854greg. auf dem Gut Borok im Gouvernement Jaroslawl; † 30. Juli 1946 ebenda) war ein russischer Revolutionär und Freimaurer, der sich unter anderem mit Astronomie, Chemie und Geschichtswissenschaft beschäftigte.

## Zaristisches Russland
Morosow verbrachte wegen Verbreitung revolutionären Gedankenguts fast 25 Jahre in zaristischer Festungshaft. Schon bald nach seiner Freilassung im Jahre 1906 wurde er in Sankt Petersburg zum Professor für Astronomie ernannt. Darüber hinaus lehrte Morosow Chemie an der dortigen Hochschule. Er wurde Mitglied fast aller naturwissenschaftlichen Gesellschaften Russlands, Vorsitzender der Gesellschaft für Naturkunde, sogar Mitglied des Aeroklubs. Noch im Jahre 1907 wurde er zum Abgeordneten der Duma gewählt, durfte dieses Amt als ehemaliger politischer Gefangener aber nicht antreten.

## Nach der Oktoberrevolution
Ab 1918 war Morosow Leiter des großen P.-F.-Lesgaft-Instituts für Naturwissenschaften in Petrograd, ab 1924 Leningrad, und wurde Herausgeber der wissenschaftlichen Zeitschrift dieses Institutes. Er leistete vor allem anerkannte Beiträge zur Chemie, war jedoch auch in Gebieten der Mathematik und Physik (z. B. Relativitätstheorie, Meteorologie und Astronomie) tätig. Mit der Entwicklung neuer mathematisch-astronomischer Methoden beabsichtigte er außerdem, einen Beitrag zur Datierungsproblematik geschichtlicher Ereignisse auf Basis von Himmelskörperkonstellationen zu leisten. Lenin gab Morosow aufgrund seiner revolutionären und wissenschaftlichen Verdienste 1923 sein ehemaliges Landgut zurück, wo Morosow die letzten Lebensjahre bis zu seinem Tod verbrachte. 1931 vermachte er jedoch den größten Teil des Landgutes der Akademie der Wissenschaften der UdSSR, die daraus ein Erholungszentrum für Akademiemitglieder machte. 1932 wurde er zum Ehrenmitglied der Akademie der Wissenschaften gewählt. Bis 1946 setzte sich seine rege Veröffentlichungstätigkeit auf wissenschaftlichem und literarischen Gebiet fort, u. a. erschienen auch seine Memoiren in mehreren Auflagen.
Nach Morosows Tod wurde sein Geburtshaus in ein ihm gewidmetes Museum umgewandelt.

## Hauptwerk
Morosow selbst sah seine Erkenntnisse im Bereich der Chronologieforschung, die er vor allem auf die Bibel anwandte, als seine größte Leistung an.
Sein Buch „Die Offenbarung Johannis – Eine astronomisch-historische Untersuchung“ erlebte in kurzer Zeit drei Auflagen. Die deutsche Ausgabe mit einem Vorwort von Arthur Drews erschien 1912. Seit Ende 1907 hielt Morosow in den größeren Städten Russlands öffentliche Vorträge über seine Sicht der Offenbarung des Johannes. Er fand eine wachsende Zahl begeisterter Anhänger, aber auch erbitterten Hass und Widerstand aus Kreisen der orthodoxen Kirche, die bald auch ein Vortragsverbot bei der Regierung gegen ihn erwirkte. Im Jahr darauf wurde das Buch auf den Index gesetzt und durfte nicht mehr verbreitet werden. Wegen eines weiteren Buches (Sternenlieder) zu dieser Thematik wurde Morosow abermals zu einem Jahr Festungshaft verurteilt.
Zur Offenbarung des Johannes stellte Morosow zwei Thesen auf:
- Die Johannesapokalypse beschreibt die einzigartige Himmelskonstellation des 30. September 395.
- Der Verfasser dieser Schrift ist identisch mit Johannes Chrysostomos von Antiochia.

Als Morosows Hauptwerk galt ihm selbst schließlich das siebenbändig 1924 bis 1932 erschienene Buch Christus – Geschichte der menschlichen Kultur aus naturwissenschaftlicher Sicht. Drei weitere geplante und als Manuskript ausgeführte Bände blieben allerdings unveröffentlicht. Das Werk verarbeitete die Erkenntnisse seiner umfangreichen chronologischen Bibelforschungen, welche er nach 1918 zusammen mit einigen Mitarbeitern des Lesgaft-Instituts durch eine ausführliche Analyse der Bibel und der historischen Dokumente, die den biblischen Geschichtsperioden zugeordnet werden, erarbeitet hatte. Seine diesbezüglichen Forschungen waren sowohl in religiösen Kreisen als auch im Institut und unter Wissenschaftlerkollegen sowie Politikern umstritten. Letzteres führte dazu, dass sich die Veröffentlichung schwierig gestaltete. Über vier Jahre zogen sich die Auseinandersetzungen, Eingaben, Briefe an Lenin, Expertisen zu Morosows Werk (u. a. durch den sowjetischen Bildungsminister Anatoli Lunatscharski) hin, bis der erste Band 1924 erscheinen konnte.

## Nachwirkungen
Eine Reihe anderer Theoretiker, die jedoch meist nicht der klassischen Geschichtswissenschaft entstammten, ließ sich durch Morosows Forschungen anregen und nahm Ideen aus seinen chronologisch-historischen Werken auf, so etwa Anatoli Timofejewitsch Fomenko bei der Ausarbeitung seiner Neuen Chronologie. Auch Immanuel Velikovsky werden Übernahmen aus den Ideen Morosows zugeschrieben. In seinen chronologiekritischen Schriften beruft sich der Schweizer Historiker Christoph Pfister ebenfalls auf Morosows Werk.
Nach Morosow sind seit 1931 der Asteroid (1210) Morosovia, seit 1922 die Siedlung Possjolok imeni Morosowa, seit 1970 der Mondkrater Morozov und die dortige vormalige Schlüsselburger Schießpulverfabrik in der heutigen Oblast Leningrad in Russland sowie Straßen in verschiedenen Städten Russlands benannt.